# Mörarps församling
Mörarps församling var en församling i Lunds stift och i Helsingborgs kommun. Församlingen uppgick 2002 i Mörarp-Hässlunda församling.

## Administrativ historik
Mörarps församling har medeltida ursprung.
Församlingen utgjorde under medeltiden ett eget pastorat för att därefter till 2002 vara annexförsamling i pastoratet Kropp och Mörarp som från 1962 även omfattade församlingarna Hässlunda, Frilestad och Välluv. Församlingen uppgick 2002 i Mörarp-Hässlunda församling.

## Kyrkor
- Mörarps kyrka